# 伴侣园蛛
伴侣园蛛（学名：Araneus metella）为园蛛科园蛛属的动物。在中国大陆，分布于上海等地。